# Họa mi mắt vàng
Họa mi mắt vàng (danh pháp hai phần: Chrysomma sinense) là một loài chim thuộc họ Họa mi. Họa mi mắt vàng có một phạm vi rất lớn và là loài bản địa Bangladesh, Trung Quốc, Ấn Độ, Lào, Myanma, Nepal, Pakistan, Sri Lanka, Thái Lan và Việt Nam.
Các môi trường sống thông thường của loài chim này là đồng cỏ trong các khu vực khô và ướt cũng như đất nông nghiệp. Chúng được tìm thấy chủ yếu ở vùng đồng bằng, nhưng có thể được tìm thấy trong các ngọn đồi thấp hơn (1200 m). Chúng không hiện diện trong khu vực rừng rậm của Tây Ghats và chỉ hiện diện trên các cạnh phía đông hoặc trong những khoảng trống chẳng hạn như tại Palghat. 